# Елич, Милош
Милош Елич (серб. Милош Јелић; 9 сентября 1981, Нови-Сад, СФРЮ) — сербский музыкант, клавишник украинской группы «Океан Ельзи».

## Карьера
Начал заниматься музыкой в 7 лет. Первым коллективом стала любительская группа «The whisper of nature». Окончил музыкальную школу в Нови-Саде и Национальную музыкальную академию имени Чайковского (композиторский факультет).
Написал гимн сборной Югославии по баскетболу перед чемпионатом мира 2002, который югославы успешно выиграли.
В 2004 году встретился с участниками группы «Океан Ельзи» по поводу аранжировки для струнного квартета акустической программы «Тихий Океан», что и стало началом выступления Милоша в группе. Помимо выступлений в «Океане Ельзи», Милош сочиняет музыку для театра, кино, фортепианных исполнителей, а также является автором оркестровок акустических проектов Вакарчука.
В 2017 году выступил продюсером симфонического альбома Бориса Гребенщикова "Symphonia БГ".

## Семья
Дважды женат. Супруга Наталья, с которой познакомился на концерте в Самаре. Есть трое детей: сын Лука (родился в 2005 году), дочь Мила (родилась в 2008 году) и сын Вук (родился в 2015 году).